# خرمال بيضوي الأوراق
خرمال بيضوي الأوراق (الاسم العلمي: Diospyros ovatifolia) هو نوع من النباتات يتبع جنس الخرمال من الفصيلة الأبنوسية.